# Jean-Baptiste du Casse
Jean-Baptiste du Casse, aussi connu comme Jean du Casse, est un capitaine de marine marchande, corsaire français puis officier de marine, administrateur colonial français et armateur de navires négriers. Durant sa carrière militaire il combattit les flottes des Provinces-Unies et de l'Angleterre.
Son lieu de naissance a été discuté. À partir de l'acte de naissance qu'il a fourni à son entrée dans la marine royale, il est né le 2 août 1646 à Saubusse, mais il a admis que c'était un faux pour cacher son origine protestante. Il est probablement né à Pau, vers 1650, et mort le 25 juin 1715 à Bourbon-l'Archambault.
Né dans une famille huguenote originaire du Béarn, il débute dans la marine marchande, au service de la Compagnie des Indes occidentales, puis de la Compagnie du Sénégal. Il se fait remarquer et devient directeur de cette dernière en 1677, prenant part au commerce d'esclaves à partir de Gorée, dont il prend possession en 1678. Passé dans la Marine royale, il prend part à la guerre de la Ligue d'Augsbourg, avant d'être nommé gouverneur de Saint-Domingue de 1691 à 1703. Pendant son administration, il relève la colonie et prend part à plusieurs expéditions victorieuses aux Antilles, l'expédition de la Jamaïque en 1694, et surtout l'expédition de Carthagène en 1697, en compagnie de Jean-Bernard de Pointis. Il sert à nouveau pendant la guerre de Succession d'Espagne, notamment à la bataille navale de Vélez-Málaga en 1704 et au siège de Barcelone en 1714. En récompense pour ses services, le Roi d'Espagne Philippe V le fait chevalier de la Toison d'or. Il termine sa carrière militaire au grade de Lieutenant général des armées navales, Commandeur de l'Ordre royal et militaire de Saint-Louis.

## Biographie

### Origines et jeunesse
Il existe une incertitude quant à la naissance de Jean (-Baptiste ?) Ducasse. Cette incertitude vient de l'acte de naissance qu'il a donné pour entrer dans la Marine royale. Cet acte de naissance le dit né le 2 août 1646 à Saubusse, près de Dax (Landes).
Comme il l'a admis plus tard dans une lettre au Secrétaire d'État de la Marine Pontchartrain « j'ai été de la religion [réformée] », il aurait fourni un faux acte de baptême en provenance de Saubusse concernant un homonyme, Jean Ducasse, fils d'un marchand de jambons de Bayonne, Bertrand Ducasse, et de Marguerite de Lavigne. Cette supercherie s'explique par le fait qu'il était alors plus difficile pour les membres de la religion réformée de faire carrière. De nombreux biographes, dont Robert du Casse (son arrière-petit-neveu) et Saint-Simon, ont contribué à répandre cette erreur.
Il est né dans une famille paloise d'origine roturière bourgeoise et huguenote, vers 1650, de Jacques Ducasse et Judith de Rémy. Son père, Jacques Ducasse, reçu voisin de Pau le 14 décembre 1646, serait issu de Gaillard Ducasse, ministre de la « religion prétendue réformée » à Salies-de-Béarn, et Anne de Faget, d'après un acte du 18 juin 1724 fait devant Raymond Bernet, notaire à Pau, et une délibération du corps de ville de Salies du 30 août 1691. Du côté maternel, un aïeul, Robert Rémy, a été concierge du château de Pau et valet de la reine Jeanne d'Albret et d'Henri de Bourbon. Cette famille devait avoir des relations dans le milieu des armateurs de Bayonne. Robert du Casse, dans son livre sur l'amiral du Casse, écrit que Bernard du Casse (ou Ducasse) était son neveu et échevin de Bayonne,. Jusqu'à la Révocation de l'édit de Nantes il a baigné dans un milieu protestant. Il a été élève au collège d'Orthez où il a appris le français et le latin.
Il a été écrivain sur le Bayonnais, un vaisseau de la Compagnie des Indes occidentales, puis on perd sa trace jusqu'en 1673, quand on le retrouve capitaine d'un navire dont le port d'attache est Dieppe.

### Carrière dans la marine marchande

#### Les côtes de l'Afrique
Il s'engage très tôt dans la marine marchande, au sein de la Compagnie des Indes occidentales. Quand on le retrouve capitaine d'un navire et armateur à Dieppe, il fait partie du milieu protestant de la ville. Il s'est insinué entre les Chauvel et les Baudry, les plus puissants armateurs de la ville. Pour son premier voyage, il commande le Cerf-Volant, navire de 70 tonneaux, qui est pris par un corsaire hollandais qui le conduit à Curaçao. En 1676, il est capitaine marchand sur le Lys, navire de 300 tonneaux armé de 20 canons. Il est alors attaqué avec six autres navires marchands transportant du tabac par l'escadre commandée par l'amiral Jacob Binckes. Quatre capitaines français sont tués au cours des combats acharnés. L'amiral lui propose alors de ramener la cargaison en Hollande à son profit. Ce qu'il accepte, mais finalement il la décharge à Dieppe. Il obtient la confiance de Marthe Chauvel, veuve de Jean Baudry, armateur et raffineur de Dieppe.  Il s'est marié avec leur fille, Marthe Baudry (1661-1743), en 1686.
Jean Du Casse va alors servir la Compagnie du Sénégal, qui a été créée en juin 1673 par Louis XIV avec le privilège du négoce entre le cap Blanc et le cap de Bonne-Espérance.

#### Au service du Roi de France
Sa vision politique et une capacité au commandement et à l'initiative le font distinguer par Colbert puis par Seignelay. Ce capitaine marchand passe au service du Roi et en 1677 est nommé gouverneur de la côte occidentale de l’Afrique, comme Directeur de la Compagnie du Sénégal, où il obtient le privilège de vendre aux Antilles chaque année pendant huit ans, 2 000 esclaves destinés à l’exploitation des plantations, ce qui en fait l'un des premiers acteurs français de la traite négrière. Son plus grand client est alors le capitaine Charles François d'Angennes, marquis de Maintenon.
Commandant du vaisseau royal L'Entendu (44 canons et 250 hommes d'équipage), il prend possession le 15 novembre 1677 de Gorée (Sénégal), dont le maréchal d'Estrées s'était emparé le 1er novembre. Il y installe des agents de la Compagnie du Sénégal. Au mois de décembre, il rembarque pour la France, afin de faire un compte rendu de ses actions à Versailles.
En avril 1678, il quitte la France à bord d'une escadre de guerre. Il parvient à Gorée le 8 mai 1678, et trouve un établissement prospère. Le 10 juillet 1678, avant la signature du traité de Nimègue, il débarque à la tête d'une flotte corsaire devant le fort d'Arguin, tenu par les Hollandais. Les combats débutent le 22 août, avant que Der-Lyncourt, le commandant du fort, ne capitule le 29 août. Maître de la place, il en profite pour étendre la domination française sur la côte du Sénégal en établissant des comptoirs à Rufisque, Portudal et Joal, en réprimant les révoltes des rois nègres entretenues par les Hollandais, ce qui a permis de créer la première colonie française au Sénégal. Le 16 avril 1679, il est attaqué par les Rufesquois qui tuent 14 hommes sur les 20. Il ne doit son salut qu'à la fuite à la nage. Leur suzerain nominal, le Damel du Cayor a dû en payer les frais. Les rois de Cayor, Tin et Borbesin battus par Ducasse ont signé un traité le 13 octobre 1679 par lequel ils cédaient à la France la côte de la terre ferme sur le rivage de la mer. Louis XIV a cédé à la Nouvelle Compagnie du Sénégal, en 1681, les droits de l'ancienne compagnie fondée en 1677 par des lettres patentes qui mentionnent le fort d'Arguin et ses dépendances.
Pour le récompenser, la Compagnie du Sénégal l'a autorisé à armer pour son compte plusieurs navires. Du Casse maîtrise alors l'organisation de la traite négrière. Il devient le plus riche planteur de la Martinique, qui ne comptait encore que 2 600 esclaves en 1674. Le 15 mars 1686, il entre dans la Marine royale comme  lieutenant de vaisseau.
Le lendemain, 16 mars 1686, il épouse Marthe Baudry (1661-1743) à Dieppe, après avoir renoncé tous deux à leur foi calviniste en 1685, à la suite de la révocation de l'Édit de Nantes et de la proclamation de Édit de Fontainebleau. Sa femme était issue d'une famille très liée à la haute finance et au commerce colonial.
En 1687, il se rend en Guinée à bord de la frégate La Tempête et essaye de prendre Elmina (dans l'actuel Ghana) et à Issiny où il arrive le 15 décembre 1687 et en repart en 1688 avec Aniaba et son cousin Banga.

#### Gouverneur de Saint-Domingue pendant la guerre de la Ligue d'Augsbourg (1688-1697)

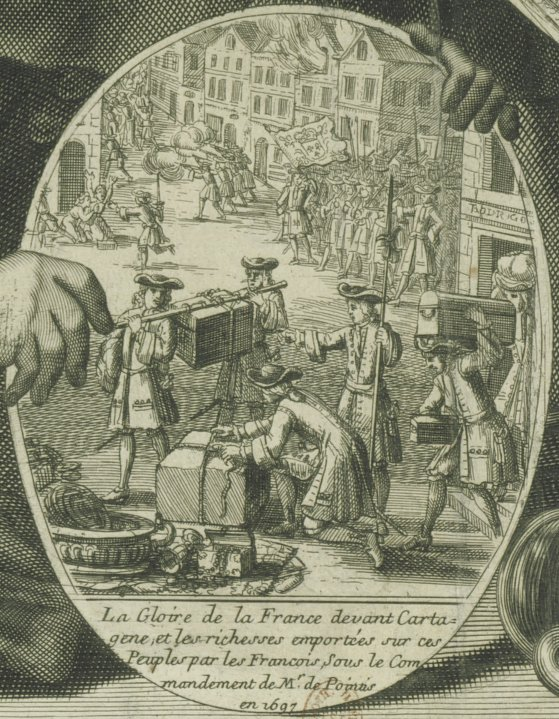
Le pillage de Carthagène, auquel participe De Casse en 1697.

En 1688, on lui confie la mission de conquérir le Surinam avec un armement comprenant le Hasardeux de 40 canons, l' Émerillon commandé par Jean-Baptiste de Gennes, et deux flûtes, la Loire et la Bretonne. En mars 1689, venant reconnaître l'île de Boa Vista (Cap-Vert), Du Casse croise des flibustiers venus de l'île de Roatán, au Honduras, commandés par le pirate Jean Fantin qui étaient en train de la piller. Il lui fait prendre un navire espagnol, bien que la France ne soit pas en guerre contre l'Espagne, et partage avec lui la cargaison. Il se rend ensuite en Guyane pour renforcer ses effectifs, mais il manque son effet de surprise et l'expédition est un échec. Il attaque les possessions hollandaises de Berbice et Fort Zeelandia au Suriname en juin 1689. Il rançonne la colonie de Berbice de 9 000 écus après un combat qui entraîne la mort de 80 Français. 
Il est promu capitaine de frégate, le 1er novembre 1689. En 1690, il se bat dans les Indes occidentales à Saint-Christophe dont il obtient 130 esclaves et une vingtaine de chaudières et reçoit un quart du butin officiel, soit 30 000 livres tournois. Il poursuit la course en prenant trois navires devant La Barbade. Puis il reprend aux Anglais l'île Saint-Martin et l'île Saint-Barthélemy. Pour soulager les armateurs, il revient dans la marine du roi. Il retourne alors en France en compagnie de la Favorite commandée par Monségur, coreligionnaire et corsaire béarnais au service de Seignelay car ce dernier voulait lui confier un bateau. La mort de Seignelay a fait abandonner ce projet.
Pontchartrain qui succède à Seignelay comme secrétaire d'État de la Marine, lui confie en avril 1691 le commandement d'un convoi de ravitaillement pour la Martinique.
Son intrépidité contre les flibustiers et pirates, anglais, hollandais et français lui permet d'être nommé en 1691 gouverneur de Saint-Domingue, en remplacement de Pierre-Paul Tarin de Cussy tué à la bataille de Limonade, après avoir délivré la Guadeloupe de l'étreinte des Anglais et les avoir chassés jusqu'à la Barbade au sud de l'arc antillais. Il reste gouverneur dix ans. Pendant ces dix années, sa femme reste en France, mais il s'est aussi intéressé au peuplement de l'île par des colons et organisé des mariages. Il est l'un des ardents promoteurs de la culture du sucre. Il va alors entreprendre de renforcer les défenses de l'île, remettre de l'ordre dans l'île en imposant un régime quasiment militaire.
En 1692, dans une lettre au Ministre de la Marine Louis Phélypeaux de Pontchartrain, il explique qu'il ne reste plus que 70 flibustiers sur l'île de la Tortue, et qu'ils se fait fort de les sortir de la fainéantise, pour les installer à Saint-Domingue. Les Frères de la Côte vont devenir un instrument de la renaissance de la colonie. Il est promu capitaine de vaisseau, le 1er janvier 1693.
En 1694, il organise l’expédition de la Jamaïque, avec trois navires du roi, deux frégates et une flûte, contre les Anglais, qui permet de rapporter de l’indigo, 3 000 esclaves et les installations de 50 sucreries qui ont été démontées et ont été la base de l'implantation de l'industrie sucrière à Saint-Domingue. Mais elle est suivie l'année suivante d'une expédition punitive des Espagnols et des Anglais contre le Cap-Français et Port-de-Paix.
En 1697, il participe avec le chef d'escadre Jean-Bernard de Pointis à l'expédition de Carthagène (2 mai 1697), l'ultime engagement entre France et Espagne avant le traité de Ryswick de 1697, que le duc de Saint-Simon a évoqué dans ses mémoires où il décrit Ducasse avec sympathie : « C’était un homme d’une grande valeur, de beaucoup de tête et de sang-froid et de grandes entreprises, et fort aimé dans la marine par la libéralité avec laquelle il faisait part de tout, et la modestie qui le tenait en sa place. Il eut de furieux démêlés avec Pointis, lorsque ce dernier prit, et pilla Carthagène. ». La rançon qu'il a tiré de Carthagène a été la source principale de sa fortune personnelle, soit près de 500 000 livres tournois.

#### Guerre de Succession d'Espagne (1701-1714)
À la tête des corsaires de Saint-Domingue, Jean-Baptiste du Casse combat à nouveau l'amiral anglais John Benbow près de Sainte-Marthe le 3 septembre 1702. Malgré son infériorité numérique, la flotte anglaise comptant six gros vaisseaux alors que Ducasse n'en commande que quatre, il parvient à l'emporter. Benbow perd une jambe pendant le combat et doit faire face à la trahison de plusieurs des capitaines combattants sous ses ordres. Ces derniers passeront en cour martiale. Rentré à la Jamaïque, Benbow reçoit une lettre de Ducasse à l'issue du combat :
Sir,
Je craignais dimanche passé d'être votre prisonnier ce jour-là même; le ciel en a ordonné autrement, et je n'en suis pas fâché.
Quanta vos lâches capitaines, faites-les pendre, car, sur mon honneur, ils l'auront bien gagné.
Tout à vous,
Du Casse.
La France étant alliée aux Espagnols, il combat aux côtés de ces derniers avant de suivre les retournements d'alliances de Louis XIV. En 1703, les fonctions civiles et militaires sont séparées à Saint-Domingue. Il est alors nommé chef d'escadre en 1702 et participe le 24 août 1704 à la bataille navale de Vélez-Málaga, à bord de l'Intrépide, 84 canons, au sein de la flotte du comte de Toulouse, amiral de France.
En janvier 1704, sa fille unique, Marthe Ducasse (-7 décembre 1743) épouse Louis de La Rochefoucauld, marquis de Roye (1672-1751). Jean-Baptiste du Casse est alors au sommet de sa gloire, et de sa fortune, il donne à sa fille un dot de 1 200 000 livres, somme exceptionnelle pour l'époque. De cette union naissent :
- Jean-Baptiste de La Rochefoucauld, duc d'Anville (1707-1746), qui se distinguera lui aussi dans la Marine royale, notamment pendant l'Expédition du duc d'Anville au cours de laquelle il trouve la mort ;
- Marthe Charlotte de La Rochefoucauld (1713).

Jean-Baptiste du Casse est promu lieutenant général des armées navales le 27 décembre 1707, à la bataille de Baru en 1708 puis il commande en 1714 la flotte qui assiège et investit Barcelone.
Il meurt le 25 juin 1715 à Bourbon l'Archambault en Auvergne, où il prenait les eaux.

### Hommages et postérité
Dans ses Mémoires, Saint-Simon dit de Ducasse :

« Ducasse mourut fort âgé, et plus cassé encore de fatigues et de blessures. Il étoit fils d'un vendeur de jambons de Bayonne, et de ce pays là où ils sont assez volontiers gens de mer. Il aima mieux s'embarquer que suivre le métier de son père, et se fit flibustier. Il se fit bientôt remarquer parmi eux par sa valeur, son jugement, son humanité. En peu de temps ses actions l'élevèrent à la qualité d'un de leurs chefs. Ses expéditions furent heureuses, et il y gagna beaucoup. Sa réputation le tira de ce métier pour entrer dans la marine du roi, où il fut capitaine de vaisseau. Il se signala si bien dans ce nouvel état, qu'il devint promptement chef d'escadre, puis lieutenant général, grades dans lesquels il fit glorieusement parler de lui, et où il eut encore le bonheur de gagner gros sans soupçon de bassesse. Il servit si utilement le roi d'Espagne, même de sa bourse, qu'il eut la Toison, qui n'étoit pas accoutumée à tomber sur de pareilles épaules. La considération générale qu'il s'étoit acquise même du roi et de ses ministres, ni l'autorité où sa capacité et ses succès l'avoient établi dans la marine ne purent le gâter. C'étoit un grand homme maigre, commandeur de Saint-Louis, qui avec l'air d'un corsaire, et beaucoup de feu et de vivacité, étoit doux, poli, respectueux, affable, et qui ne se méconnut jamais. Il étoit fort obligeant, et avoit beaucoup d'esprit avec une sorte d'éloquence naturelle, et, même hors des choses de son métier, il y avoit plaisir et profit à l'entendre raisonner. Il aimoit l'état et le bien pour le bien, qui est chose devenue bien rare. »

## Famille
- Gaillard Ducasse marié à Anne de Faget ;
  - Jacques Ducasse marié avec Judith de Rémy ;
    - François Ducasse (†avant 1696), lieutenant de carabinier;
    - Jean(-Baptiste ?) Ducasse (vers 1650-1715), ou Du Casse, ou du Casse, ou Ducas, marié à Dieppe, en 1686, avec Marthe Baudry (1661-1743) ;
      - Marthe Ducasse (vers 1687-1743) mariée en 1704 avec Louis de La Rochefoucauld, marquis de Roye (1672-1751) ;
        - Jean-Baptiste de La Rochefoucauld, duc d'Anville (1707-1746), marié en 1732 avec Marie Louise Élisabeth Nicole de La Rochefoucauld (1716-1797) ;
          - Élisabeth-Louise de La Rochefoucauld (1740-1786) mariée en 1757 à Louis-Antoine de Rohan-Chabot (1733-1807) ;
            - Alexandre-Louis-Auguste de Rohan-Chabot (1761-1816) ;

          - Louis Alexandre de La Rochefoucauld (1743-1792) marié en 1762, en premières noces, à Louise-Pauline de Gand de Mérode (1747-1771) et en 1780, en secondes noces, à sa nièce Alexandrine Charlotte de Rohan-Chabot (1763-1839) ;

        - Marthe Charlotte de La Rochefoucauld (1713- ), nommée abbesse de Saint-Pierre-les-Dames de Reims en 1744.

    - Esther Ducasse, morte à Pau en 1733[19] ;
    - Jeanne Ducasse, morte à La Haye en 1737.

## Publications
- Jean-Baptiste du Casse, Relation de voyage de Guynée fait en 1687 sur la frégate « La Tempeste »
- Jean Du Casse, Relation fidèle de l'expédition Cartagène, 1699 (lire en ligne)

## Hommage
- Rue de l'amiral Ducasse, à Pau.

### Source et bibliographie
- Jean-Baptiste du Casse, Relation de voyage de Guynée fait en 1687 sur la frégate « La Tempeste »
- M. d'Aspect, Histoire de l'Ordre royal et militaire de Saint-Louis, vol. 3, Paris, chez la veuve Duchesne, 1780 (lire en ligne), p. 234
- Baron Robert du Casse, L'amiral Du Casse, chevalier de la Toison d'or (1646-1715) : Étude sur la France maritime et coloniale (règne de Louis XIV), Paris, Berger-Levrault et cie, 1876 (lire en ligne)
- Jacques de Cauna, Sophie Linon-Chipon et Sylvie Requemora, « Aventuriers et flibustiers basques et gascons de la Caraïbe (XVIe – XVIIe siècle », Les tyrans de la mer : pirates, corsaires et flibustiers, Presses Paris Sorbonne,‎ 2002, p. 158-162 (lire en ligne)
- Saint-Simon, Mémoires complets et authentiques du duc de Saint-Simon, t. 4, Paris, A. Sautelet et cie, 1829 (lire en ligne), p. 111
- Saint-Simon, Mémoires complets et authentiques du duc de Saint-Simon, t. 7, Paris, Hachette et Cie, 1857 (lire en ligne), p. 323
- Étienne Taillemite, Dictionnaire des marins français, Paris, éditions Tallandier, mai 2002 (1re éd. 1982), 573 p. (ISBN 2-84734-008-4)
- Michel Vergé-Franceschi (dir.), Dictionnaire d'Histoire Maritime, Paris, éditions Robert Laffont, coll. « Bouquins », 2002, 1508 p. (ISBN 2-221-08751-8 et 2-221-09744-0)
- Rémi Monaque, Une histoire de la marine de guerre française, Paris, éditions Perrin, 2016, 526 p. (ISBN 978-2-262-03715-4)
- Charles La Roncière, Histoire de la Marine française : La Guerre de Trente Ans, Colbert, t. 5, Paris, Plon, 1920, 822 p. (lire en ligne)
- (en) Francis Russell Hart, Admirals of the Caribbean, Houghton Mifflin Company, Boston and New York, 1922, p. 109-129 (lire en ligne)
- Charles La Roncière, Histoire de la Marine française : Le crépuscule du Grand règne, l’apogée de la Guerre de Course, t. 6, Paris, Plon, 1932, 674 p. (lire en ligne)
- Paul Roussier, L'établissement d'Issiny, 1687-1702. Voyages de Ducasse, Tibierge et d'Amon à la côte de Guinée, publiés pour la première fois et suivis de la Relation du voyage du royaume d'Issiny, du P. Godefroy Loyer, dans Publication du Comité d'études historiques et scientifiques de l'Afrique occidentale française, Larose, Paris, 1935, série A, no 3 ; 241 p.
- Philippe Hrodej, L'amiral Du Casse : de la marchandise à la Toison d'Or, dans Annales de Bretagne et des pays de l'Ouest, 1997, no 104-4, p. 23-39 (lire en ligne)
- Philippe Hrodej, L'amiral Du Casse. L'élévation d'un Gascon sous Louis XIV, Librairie de l'Inde éditeur, Paris, 1999  (ISBN 978-2-90545522-2) (2 tomes)
- Philippe Hrodej, Gilbert Buti, Dictionnaire des corsaires et des pirates, CNRS éditions, Paris, 2013,  (ISBN 978-2-271-08060-8) ; 990p.
- (en) Philip P. Boucher, France and the American Tropics to 1700. Tropics of Discontent ?, The Johns Hopkins University Press, Baltimore, 2008,  (ISBN 978-0-8018-8725-3), p. 208, 215, 217-219, 221-225, 252, 289, 304 ; 371p.